# Paul Marlee
Paul Marlee, schrijversnaam van Paul Armand Nijbroek (Paramaribo, 20 juni 1938) is een Surinaams dichter, prozaschrijver en essayist. Soms schrijft hij ook onder het pseudoniem P. Marlee.

## Leven en werk
In Suriname was Paul Nijbroek laatstelijk werkzaam aan de Academie voor Hoger Kunst- en Cultuuronderwijs. Hij studeerde zowel tropische landbouw als literatuurwetenschap, in Deventer, San Juan (Puerto Rico) als New York. Zijn hele leven heeft Marlee/Nijbroek afwisselend doorgebracht in de Verenigde Staten, Suriname en Nederland.
Als een van de weinige Surinaamse schrijvers gaat Marlee het vormexperiment aan in zijn werk. Zijn poëzie is soms nationalistisch maar in een niet-natiegebonden idioom, soms ook filosofisch en mystiek; zijn werk is enigszins academisch, zoekt altijd naar nieuwe vormen en is vaak ironiserend. Hij publiceerde drie dichtbundels: Fluïdum (1968), PH–7 (1969) en Thokat (1976). Eenvoudig zijn de schetsen van de novelle Boropata's [ Sranan voor:Versleten gympies] 1974). Complexer is de roman Proefkonijn (1985) waarin hij de techniek van de nouveau roman hanteert rond wat in wezen een identiteitsproblematiek is: de kosmische eenheid achter de dingen zoals die op verschillende plaatsen in de wereld worden waargenomen. Het boek was first runner-up van de Driejaarlijkse Surinaamse Staatsprijs voor Literatuur 1983 -1985 en verscheen in Engelse vertaling als eerste roman van een Surinaamse auteur die ooit in het Engels werd vertaald: Guinea-pig (1990).

In 2007 verscheen zijn roman De 4Macaw, waarvan al bijna twintig jaar eerder verspreid fragmenten verschenen. De roman speelt zich af in Brazilië. De auteur wijt zijn trage productie aan een schrijversblok van ongeveer tien jaar.
Marlee schreef ook kritieken en theoretische artikelen over literatuur, hij zette het tijdschrift Kolibri op en had zitting in de literatuurcommissie van Suriname.

## Over P. Marlee
- Michiel van Kempen, Een geschiedenis van de Surinaamse literatuur. Breda: De Geus, 2003, deel II, pp. 849-852.